# Честин, Игорь Евгеньевич
Игорь Евгеньевич Честин (род. 6 марта 1962, Москва) — президент Всемирного фонда дикой природы (WWF России), первый заместитель председателя Комиссии Общественной палаты РФ по экологии и охране окружающей среды, состоит в Общественном совете при Минприроды, входит в состав Экспертного совета при Правительстве РФ, Координационного комитета Фонда Президентских грантов, Общественного совета АНО «Общественный форум «Экология», Медиа и экспертного совета Русского Географического общества.

## Биография
С 1979 года обучался на химико-биологическом факультете Калининского государственного университета, затем перевёлся на биологический факультет МГУ им. М. В. Ломоносова. В период обучения активно участвовал в работе студенческих дружин по охране природы в Твери, а затем и Москве; в обеих избирался командиром.
В 1985 году закончил МГУ им. М. В. Ломоносова по специальности «зоология и ботаника», защитив дипломную работу по теме «Использование территории бурым медведем на Западном Кавказе», и остался работать на кафедре зоологии позвоночных животных. В 1990—1991 годах получил второе высшее образование и степень магистра по контролю за загрязнением и состоянием окружающей среды в Манчестерском университете (Великобритания), тема магистерской диссертации «Возможное использование экономических методов в советской системе оценки воздействия на окружающую среду». Защитил кандидатскую диссертацию в МГУ им. М. В. Ломоносова по теме «Систематика и экология бурых медведей Кавказа».
Работал научным сотрудником на биологическом факультете МГУ им. М. В. Ломоносова.
В 1996 году по конкурсу возглавил российское представительство Всемирного фонда дикой природы (WWF). В то время это была организация со штатом сотрудников чуть больше 10 человек и годовым бюджетом 0,5 млн долларов США, полностью получаемых от других организаций сети WWF. Со временем она выросла в ведущую российскую природоохранную организацию, возглавляемую российским правлением, с 7 региональными отделениями, штатом более 100 человек и бюджетом около 400 млн рублей, значительная часть которого поступает из национальных источников. C 2004 года Всемирный фонд дикой природы является российской национальной организацией, а не представительством международного WWF. В конце 2019 года по состоянию здоровья Игорь Честин оставляет пост директора WWF России и становится Президентом Фонда.
В 2006—2008 годах Честин являлся членом Общественной палаты РФ.
С 2012 года является членом Экспертного совета Открытого правительства РФ.

## Семья
Имеет трёх дочерей, старшая 1986 г.р., младшие (двойняшки) — 1992 г.р.

## Награды
- Знак ЦК ВЛКСМ «За охрану природы» (1986)
- «Зелёный человек года» (2002)
- Почётный работник охраны природы (МПР РФ, 2003)
- «Профессия — жизнь» (2006)
- В 2002 году избран действительным членом Российской академии естественных наук
- В 2004 году был произведен в рыцари Ордена Золотого Ковчега, учреждённого принцем Нидерландов Бернардом
- В 2013 году указом президента РФ удостоен звания «Заслуженный эколог Российской Федерации»
- В 2019 году указом президента РФ награждён орденом Почёта[2]